# Тротти Бентивольо, Антонио
Антонио Тротти Бентивольо (итал. Antonio Trotti Bentivoglio; 1627, Милан — 18 марта 1681, там же), граф ди Казаль-Чермелли — миланский аристократ, генерал на службе Испанской империи.

## Биография
Сын Джан Галеаццо Тротти Бентивольо (1599—1670), графа ди Казаль-Чермелли и маркиза ди Фрезонара, и Паолы Куттика.
Маркиз ди Инчиза и Фрезонара, синьор ди Кастельнуово-Кальча, Роббио и Винцальо.
Его отец был генерал-кампмейстером, рыцарем ордена Сантьяго и членом Королевского военного совета в Мадриде, брат Карло Джероламо был мальтийским рыцарем и капитаном роты кирасир в Милане. Другой брат, Лоренцо, стал епископом Павии.
5 января 1655 Тротти поступил солдатом в роту итальянской пехоты кампмейстера Франческо Гаттинары, графа ди Сартирана; позднее он получил от короля обязательство предоставить ему первое вакантное место капитана. 4 февраля 1656 стал капитаном роты графа Гульельмо делла Рена, 9 марта 1659 года получил от губернатора Милана патент кампмейстера ломбардского пехотного терсио, которое набрал за свой счет; такая практика позволяла быстрее сделать военную карьеру.
Отец пытался добиться включения Антонио в состав Тайного совета Миланского герцогства, но Тротти посчитали слишком молодым для этой должности. Участвовал в военных действиях в ходе франко-испанской войны. В 1660 году его терсио вместе с двумя другими (Гаттинары и Джузеппе Фоссани) было отправлено на Португальскую войну, но при транспортировке из Финале в Кадис галеоны попали в шторм и пятая часть итальянского контингента погибла.
В 1661 году, через два года после заключения Пиренейского мира, размещенная в Ломбардии армия была значительно сокращена. На службе остались только опытные кампмейстеры, среди которых был Тротти. Он отказался от предложения сформировать новый отряд из тысячи человек для войны с Португалией, предпочитая оставаться со своими людьми в Милане, и задание было передано маркизу Франческо Пирромано. Позднее Тротти добился разрешения оставить свое подразделение, являвшееся семейной собственностью, своему сыну Джан Галеаццо, хотя тому было всего тринадцать лет и он еще не мог принять командование.
Сам Тротти в качестве кампмейстера командовал другими частями, в 1672 году был назначен полковником немецкого пехотного полка в Милане, после смерти Фердинандо II Филиппо Гонзага, князя Боццоло. Затем, в знак признания заслуг его и отца, был назначен генерал-кампмейстером. 7 августа 1675 пожалован Карлом II в рыцари ордена Золотого руна, на место, освободившееся по смерти Теобальдо Висконти. Решение о награждении принимала регент Испании королева Марианна Австрийская, и, как поговаривали, это престижное отличие обошлось Тротти в 10 тысяч песо.

## Семья
Жена (13.02.1655): Костанца Литта (1636—1705), дочь Агостино Литты, маркиза ди Гамболо, рыцаря ордена Сантьяго, и Марии Феррер
Дети:
- Паола (1660—1704). Муж (1685): граф Пирро Висконти Борромео (ум. 1704), граф делла Пьеве-ди-Бреббия
- Джан Галеаццо (2.02.1664—1684), граф ди Казаль-Чермелло. Убит на дуэли в Нови-ди-Модена
- Мария Виттория. Муж: Карло Вальперга, граф ди Мазина
- Мария Джулия (6.01.1666—6.09.1752). Муж (28.01.1693): Джованни Сербеллони (1665—1732), герцог ди Сан-Габрио
- Мария Роза (1672—1709). Муж (1667-1709): маркиз Оттавио Гонзага (1667—1709)